# Hospital Geriátrico La Paz de la Tarde
El Hospital Geriátrico La Paz de la Tarde es un recinto hospitalario público enfocado en la rehabilitación de adultos mayores perteneciente a la red asistencial del Servicio de Salud Viña del Mar-Quillota, ubicado en la ciudad de Limache, Chile.

## Historia
Fue creado en 1935 como Retiro de Ancianos la Paz de la Tarde en terrenos donde funcionó el Hotel Bellavista, que fueron donados a Gustavo Fricke, primer director del establecimiento. En 1971 el establecimiento pasó a depender del Hospital Santo Tomás como lugar de asilo.
En 1984 se independizó del Hospital Santo Tomás y comenzó a orientar su actividad a la rehabilitación de adultos mayores.